# روبرت س. ستانلي
روبرت س. ستانلي (بالإنجليزية: Robert C. Stanley)‏ هو رسام توضيحي أمريكي، ولد في 28 مارس 1918 في ويتشيتا في الولايات المتحدة، وتوفي في 12 أغسطس 1996 في Big Pine Key, Florida ‏ في الولايات المتحدة.